# Сибревкомовский мост
Сибревкомовский мост — мост в Новосибирске, построенный в 1926 году по проекту М. А. Ульянинского для транспортной связи центральной части города с Закаменским районом. Первоначально проходил над рекой Каменкой, впоследствии замытой в коллектор. В настоящее время под мостом проходит Ипподромская улица.

## Название
Мост получил название «Сибревкомовский» в честь выходящей на него улицы Сибревкома.

## История
Первоначально рассматривались разные варианты конструкции моста: со стальными фермами, одноарочный железобетонный. Однако потом приняли решение о постройке моста на скошенных и напряженных бетонных опорах. В проекте предусматривалась транспортная нагрузка, в том числе и трамвая.
Строительство моста велось с мая 1925 года, 7 ноября 1926 года состоялось его открытие.
В январе 1927 года газета «Советская Сибирь» в своём очерке обращала внимание на увеличение стоимости съёмного жилья в Закаменском районе после появления нового моста: «Надо отметить и такой момент. Новый мост возродил и аппетиты наших закаменских акул. Домовладельцы Закаменки учли „все обстоятельства“ и увеличили ставки квартирной платы».

### Преступность
Вплоть до 1960-х годов Сибревкомовский мост представлял собой криминальное место — здесь происходили частые ограбления пешеходов, так как возле находящегося рядом Чертова городища в ареале Садовой улицы располагалась «нахаловка».

### Заключение Каменки в коллектор
В 1970-е годы было принято решение о заключении Каменки в коллектор. За счёт появившейся над рекой Ипподромской улицы высота моста существенно уменьшилась. Функции транспортного сообщения между двумя районами взяла на себя Октябрьская магистраль.
В конце 1980-х годов парапет с изящными линиями в стиле ар-нуво был заменён на более простой сварной, а мост был перекрыт бетонными блоками и стал пешеходным.

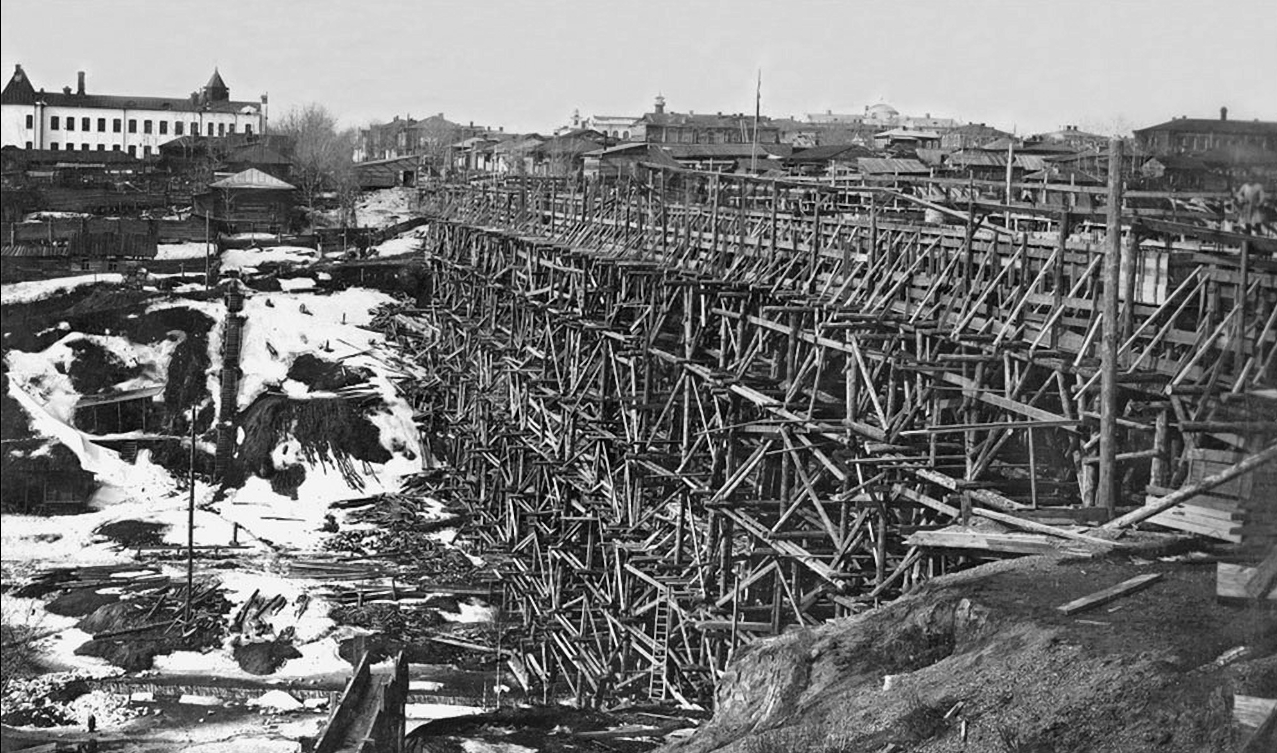
Строительство моста
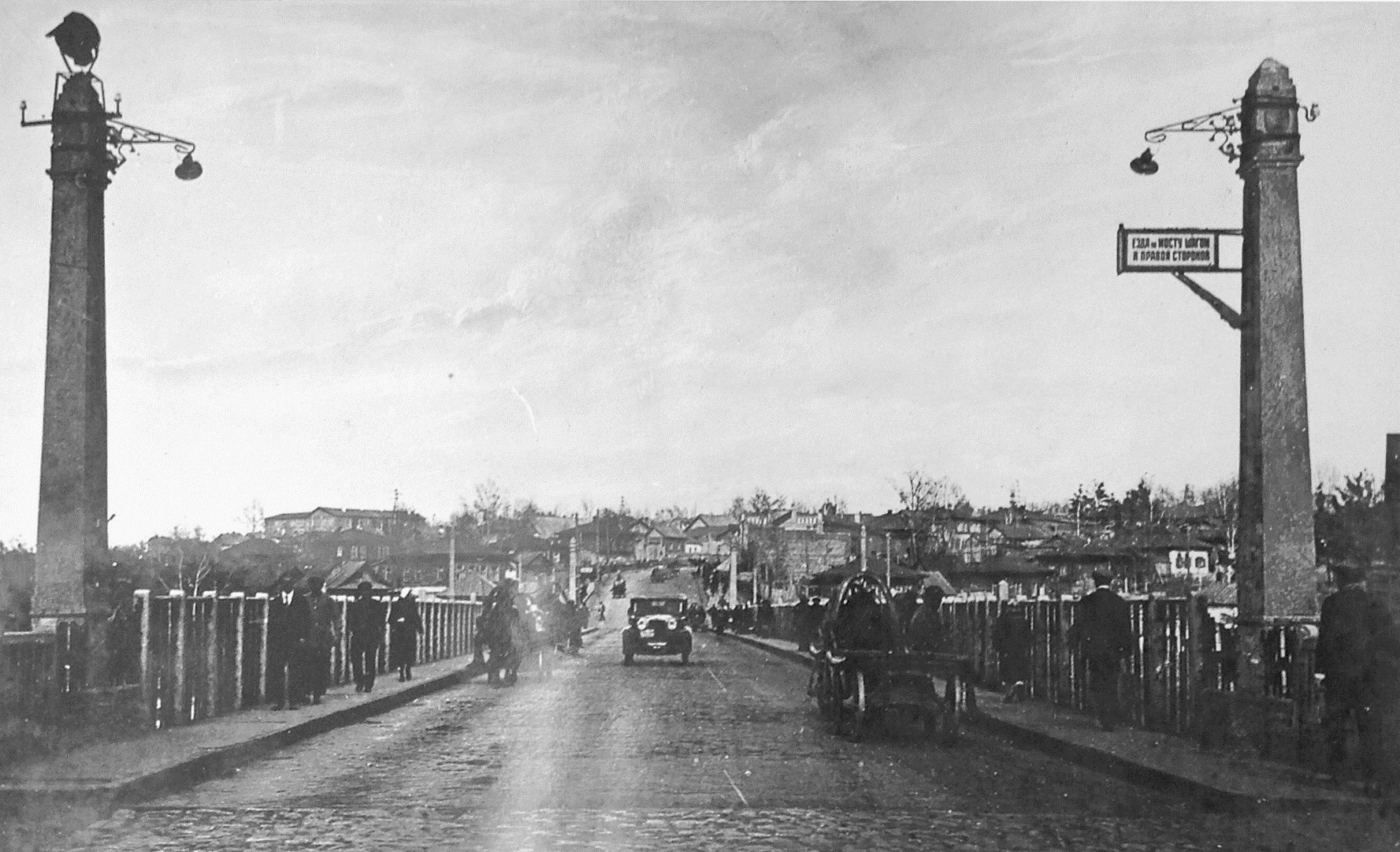
Сибревкомовский мост в конце 1920-х годов.
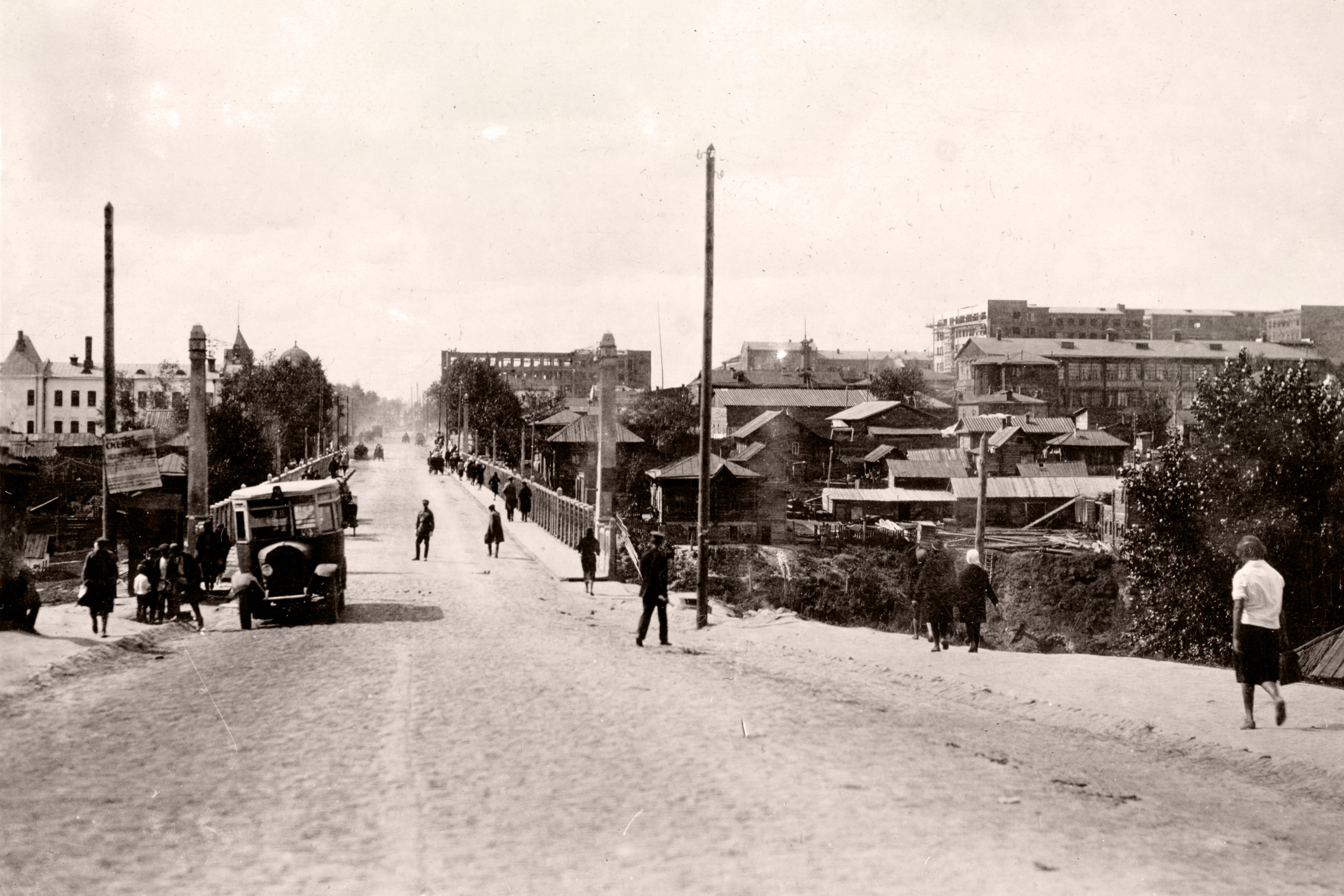
1930-е годы
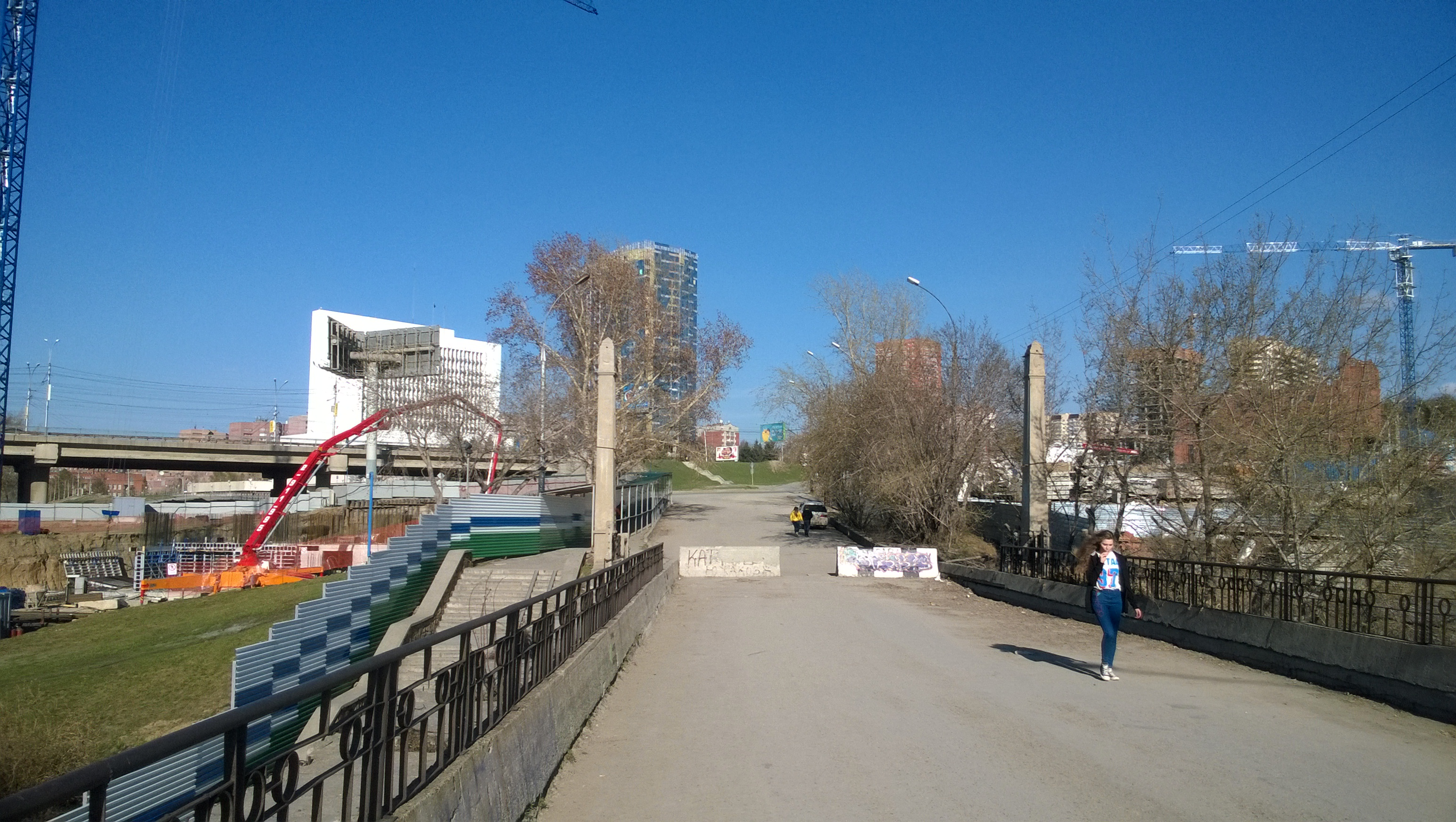
Мост в 2015 году